# Tillandsia dorotheae
Tillandsia dorotheae är en gräsväxtart som beskrevs av Werner Rauh. Tillandsia dorotheae ingår i släktet Tillandsia och familjen Bromeliaceae. Inga underarter finns listade i Catalogue of Life.